# Donja Bistra
Donja Bistra is een plaats in de gemeente Bistra in de Kroatische provincie Zagreb. De plaats telt 1.273 inwoners (2001).